# Еммендінген
Еммендінген (нім. Emmendingen) — місто в Німеччині, знаходиться на землі Баден-Вюртемберг. Підпорядковується адміністративному округу Фрайбург. Входить до складу району Еммендінген.
Площа — 33,80 км2. Населення становить 28 051 ос. (станом на 31 грудня 2020).